# 러비지
러비지(lovage, 학명: Levisticum officinale 레비스티쿰 오피키날레[*])는 미나리과의 단형 속인 러비지속(lovage屬, 학명: Levisticum 레비스티쿰[*])에 속하는 여러해살이 초본식물이다. 원산지는 서남아시아이다.

## 사진

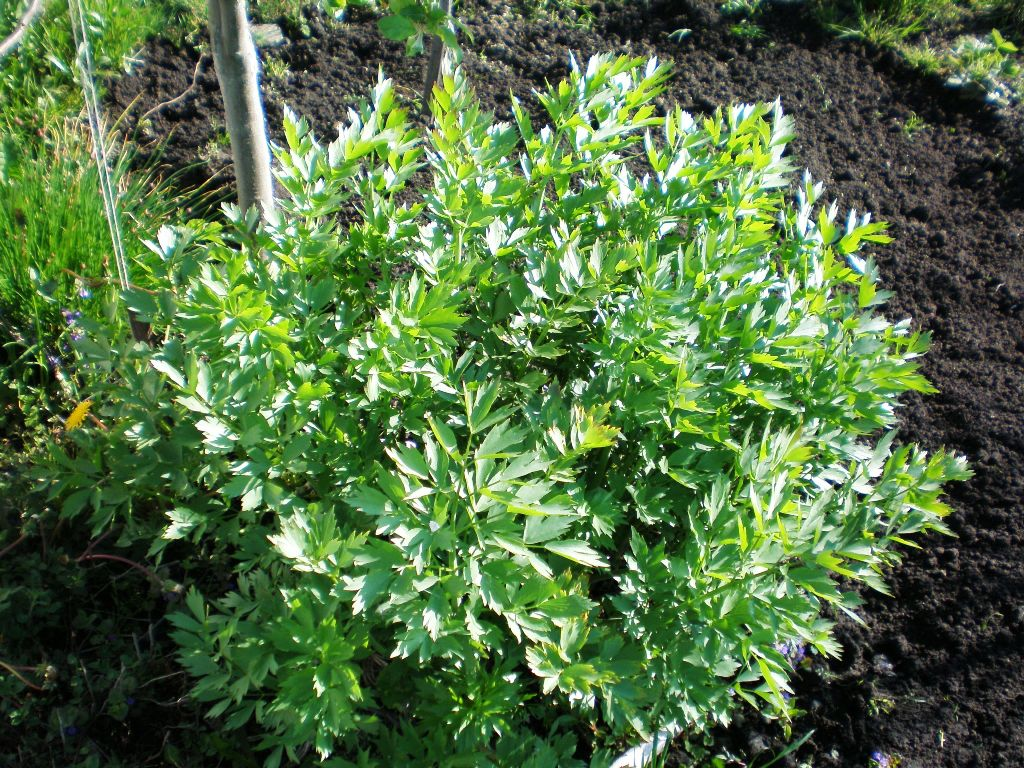
러비지
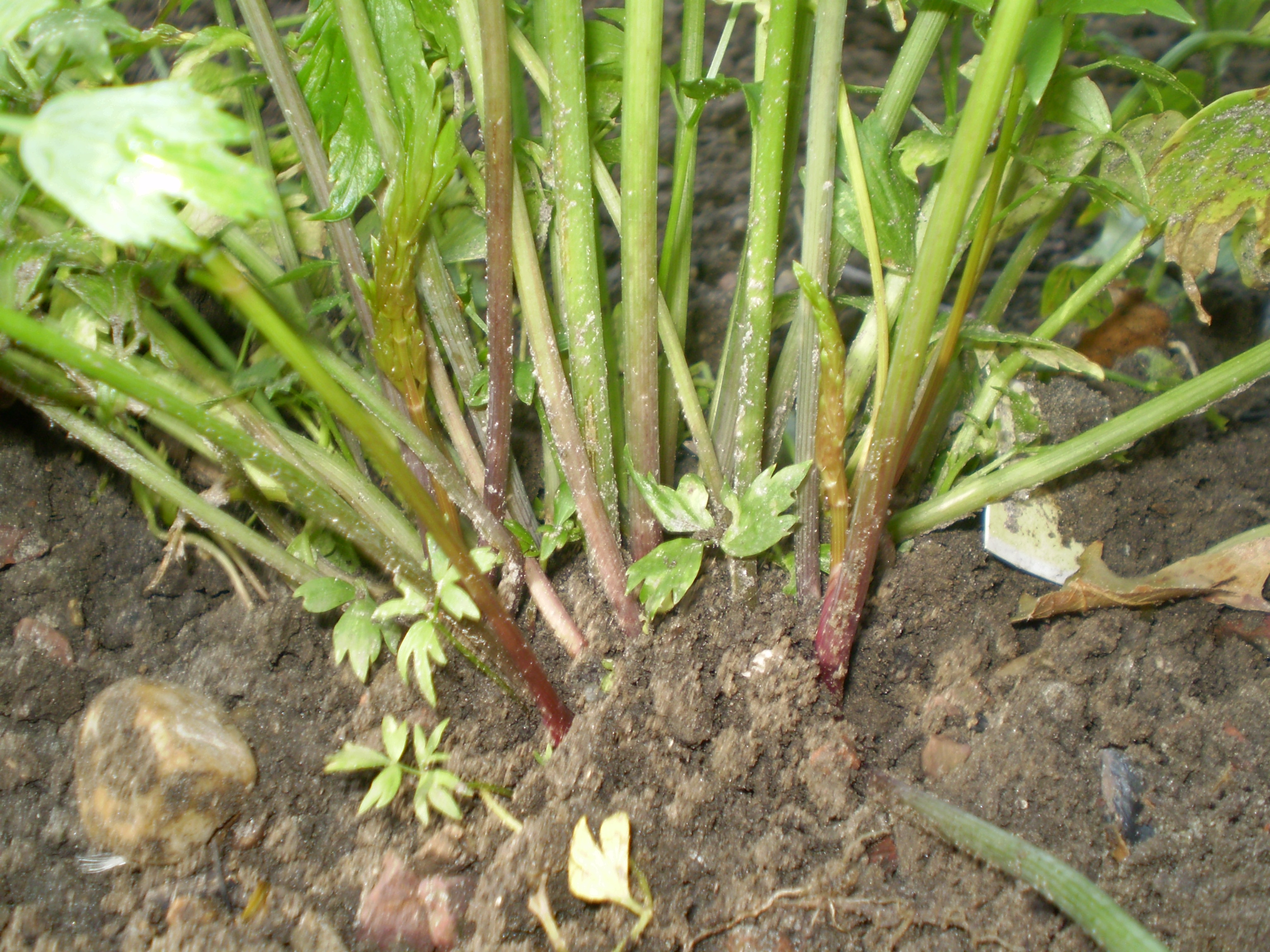
줄기
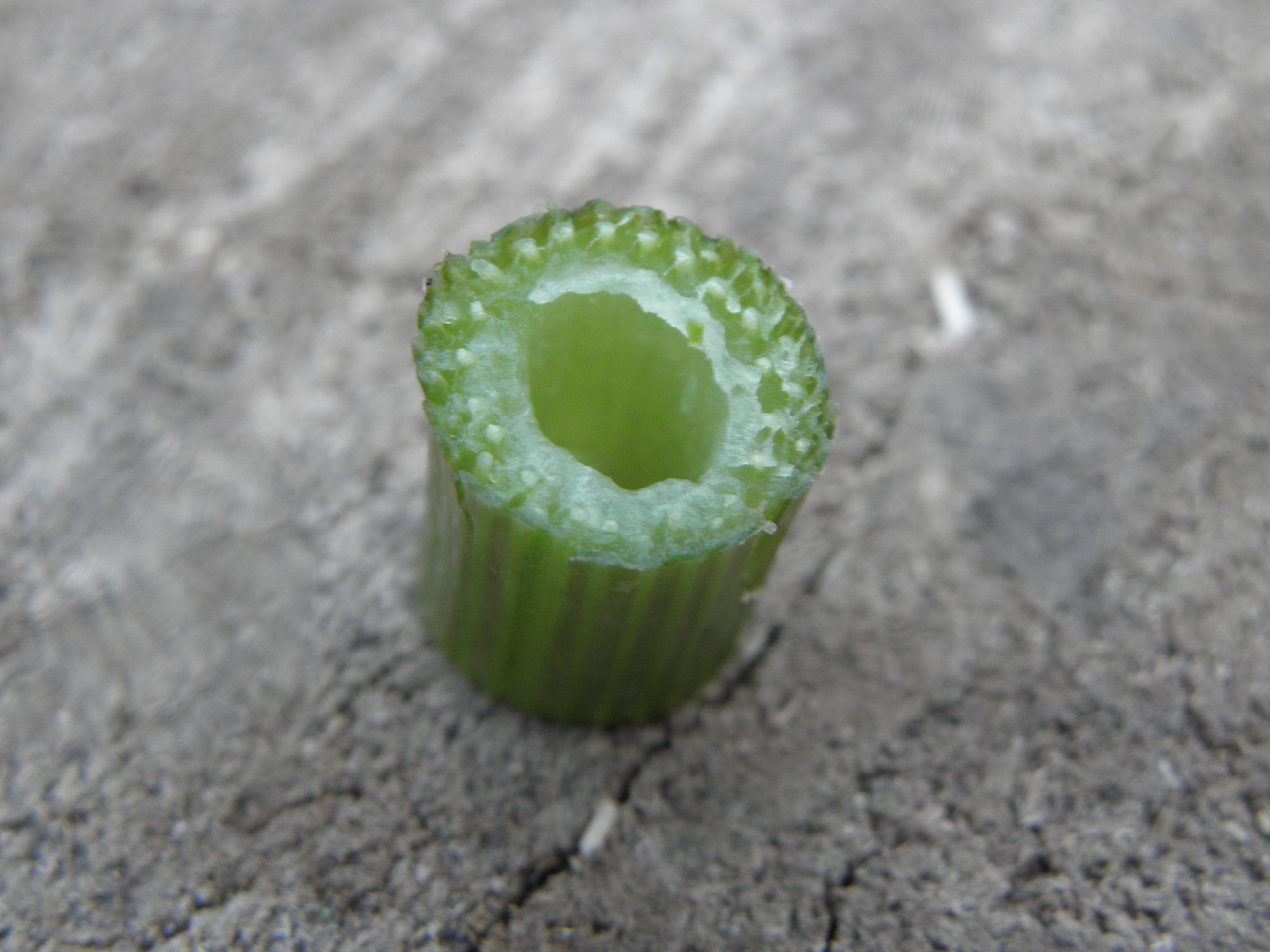
줄기 단면
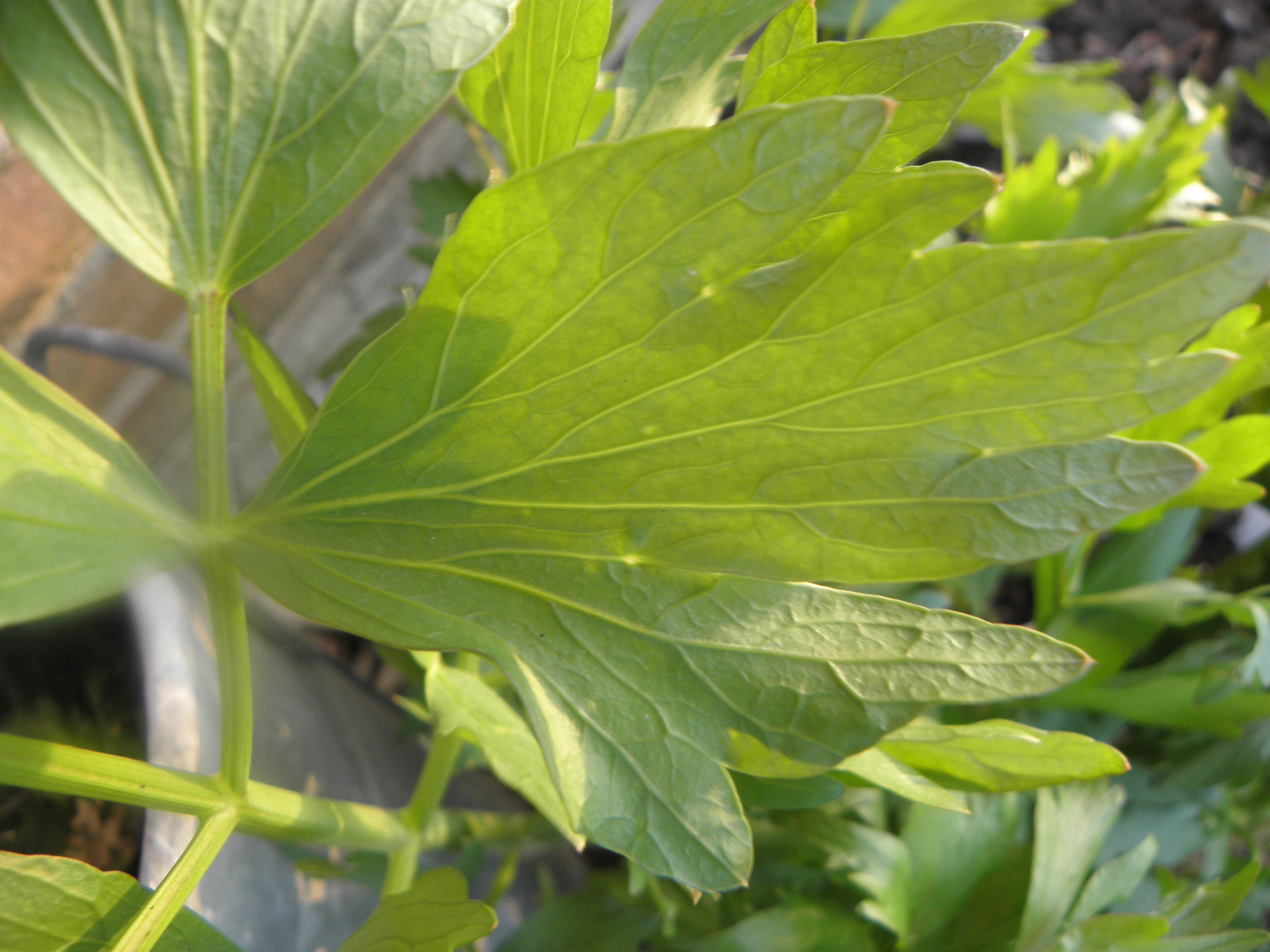
잎
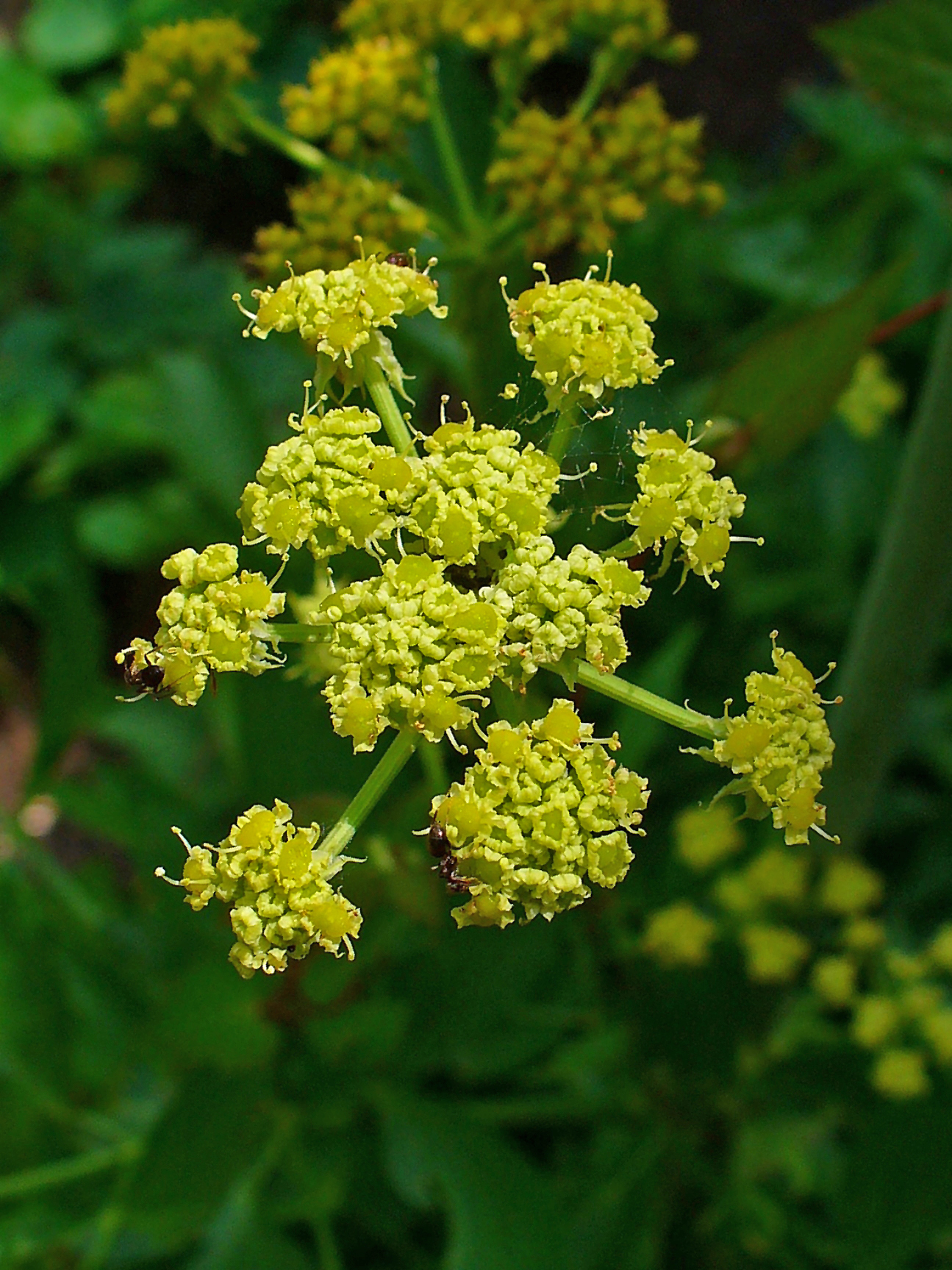
꽃